# 艾昂里弗 (密歇根州)
艾昂里弗（英語：Iron River）是一個位於美國密歇根州艾昂縣的城市。

## 人口
根據2020年美國人口普查的數據，艾昂里弗的面積為17.50平方千米，當中陸地面積為17.45平方千米，而水域面積為0.05平方千米。當地共有人口3007人，而人口密度為每平方千米172人。